# Temporada 1885 de la Liga Nacional
La Temporada 1885 de la Liga Nacional fue la décima temporada de la Liga Nacional.
Los Chicago White Stockings lograron su quinto campeonato en la liga.

## Estadísticas
|                         | \| Liga Nacional[2] \| \| \| \| \| \| Club \| G \| P \| PG % \| GB \| \| Chicago White Stockings \| 87 \| 25 \| .777 \| - \| \| New York Giants \| 85 \| 27 \| .759 \| 2.0 \| \| Philadelphia Quakers \| 56 \| 54 \| .509 \| 30.0 \| \| Providence Grays \| 53 \| 57 \| .482 \| 33.0 \| \| Boston Beaneaters \| 46 \| 66 \| .411 \| 41.0 \| \| Detroit Wolverines \| 41 \| 67 \| .380 \| 44.0 \| \| Buffalo Bisons \| 38 \| 74 \| .339 \| 49.0 \| \| St. Louis Maroons \| 36 \| 72 \| .333 \| 49.0 \| |    |      |      |
| Liga Nacional           | |    |      |      |
| Club                    | G | P  | PG % | GB   |
| Chicago White Stockings | 87 | 25 | .777 | -    |
| New York Giants         | 85 | 27 | .759 | 2.0  |
| Philadelphia Quakers    | 56 | 54 | .509 | 30.0 |
| Providence Grays        | 53 | 57 | .482 | 33.0 |
| Boston Beaneaters       | 46 | 66 | .411 | 41.0 |
| Detroit Wolverines      | 41 | 67 | .380 | 44.0 |
| Buffalo Bisons          | 38 | 74 | .339 | 49.0 |
| St. Louis Maroons       | 36 | 72 | .333 | 49.0 |

|  | Campeón. |